# Manasi
Il fiume Manasi (瑪納斯河T, 玛纳斯河S, Mǎnàsī héP, chiamato anche Manas) si trova a sud del bacino di Zungaria nello Xinjiang in Cina.

## Descrizione
Storicamente attraversava una grande parte del deserto Gurbantünggüt, terminando nel lago Manas. La sua lunghezza era di circa 450 km. Tuttavia, a causa della deviazione dell'acqua per l'irrigazione e di altre necessità, l'acqua del fiume Manasi non ha raggiunto l'omonimo lago sin dagli anni 1960 e il lago si è seccato.
Sono stati costruiti diversi bacini artificiali, alimentati dal fiume Manasi, che collegano i flussi nella zona di Shihezi - contea di Manas, compresa la riserva Jiahezi (夹河 子 水库S, Jiāhézi shuǐkùP) con la sua diga. I bacini idrici e i canali formano un vasto sistema di irrigazione nella zona.